# A10高速公路 (葡萄牙)
A10高速公路（葡萄牙語：A10），又稱里巴特茹高速公路（Auto-Estrada do Ribatejo）是葡萄牙一條的高速公路。呈半環形，西起布塞拉什（里斯本外環公路），經卡雷加多，跨越特茹河，至貝納文特止（A13高速公路）。
全長117公里，全線設有四處交流道。2003年起分段通車，2007年7月8日全線完工。